# 沙茨克 (乌克兰)

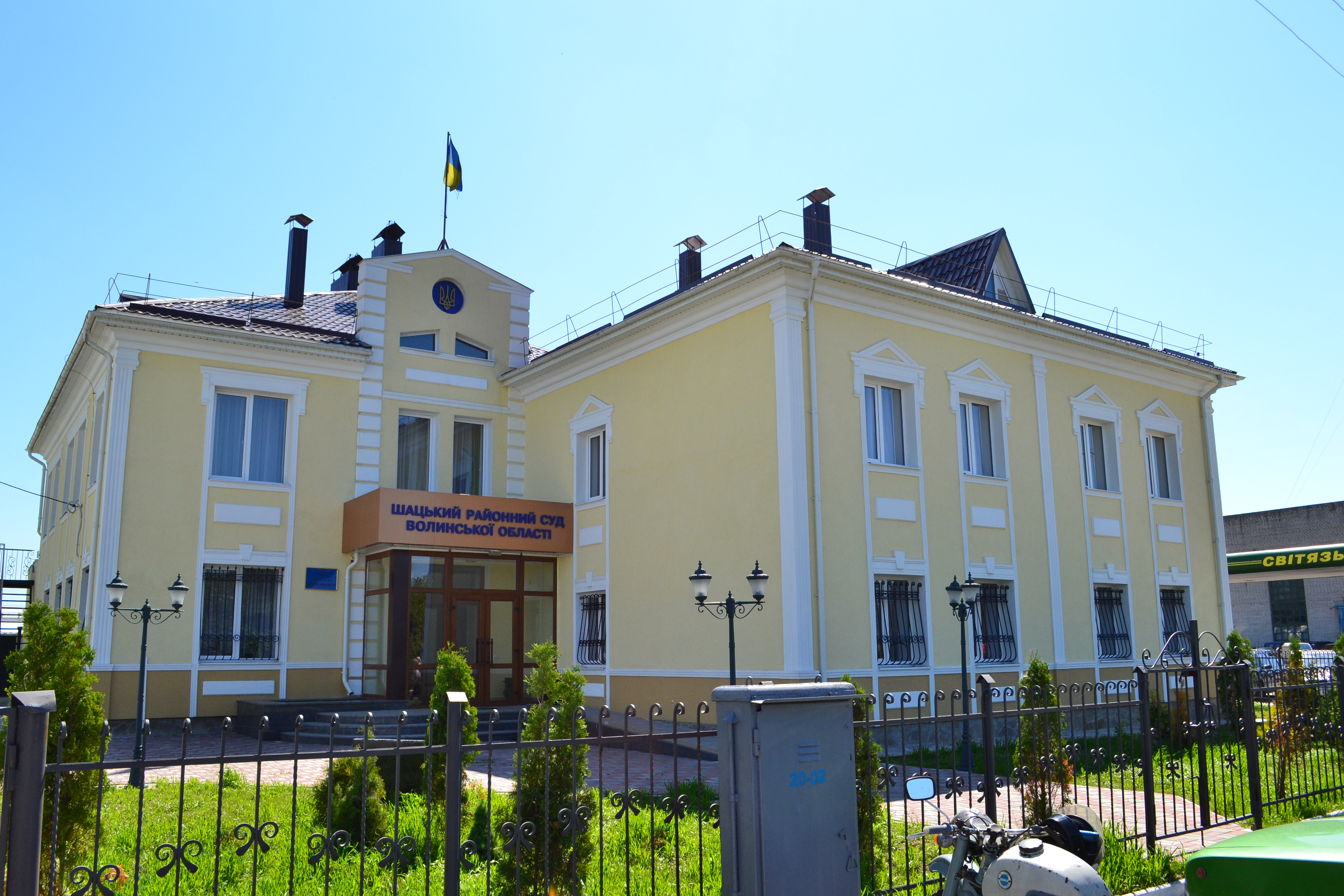

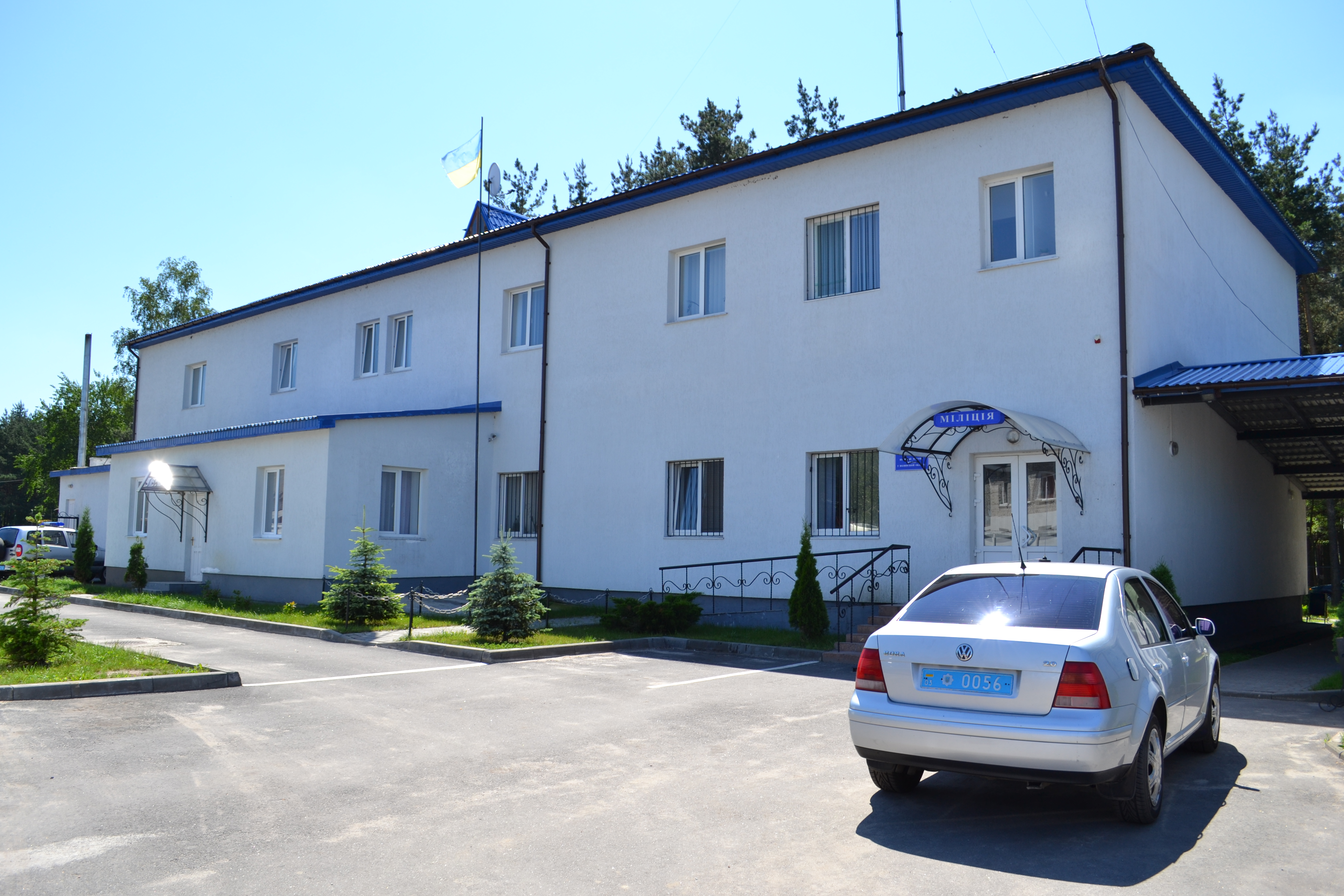

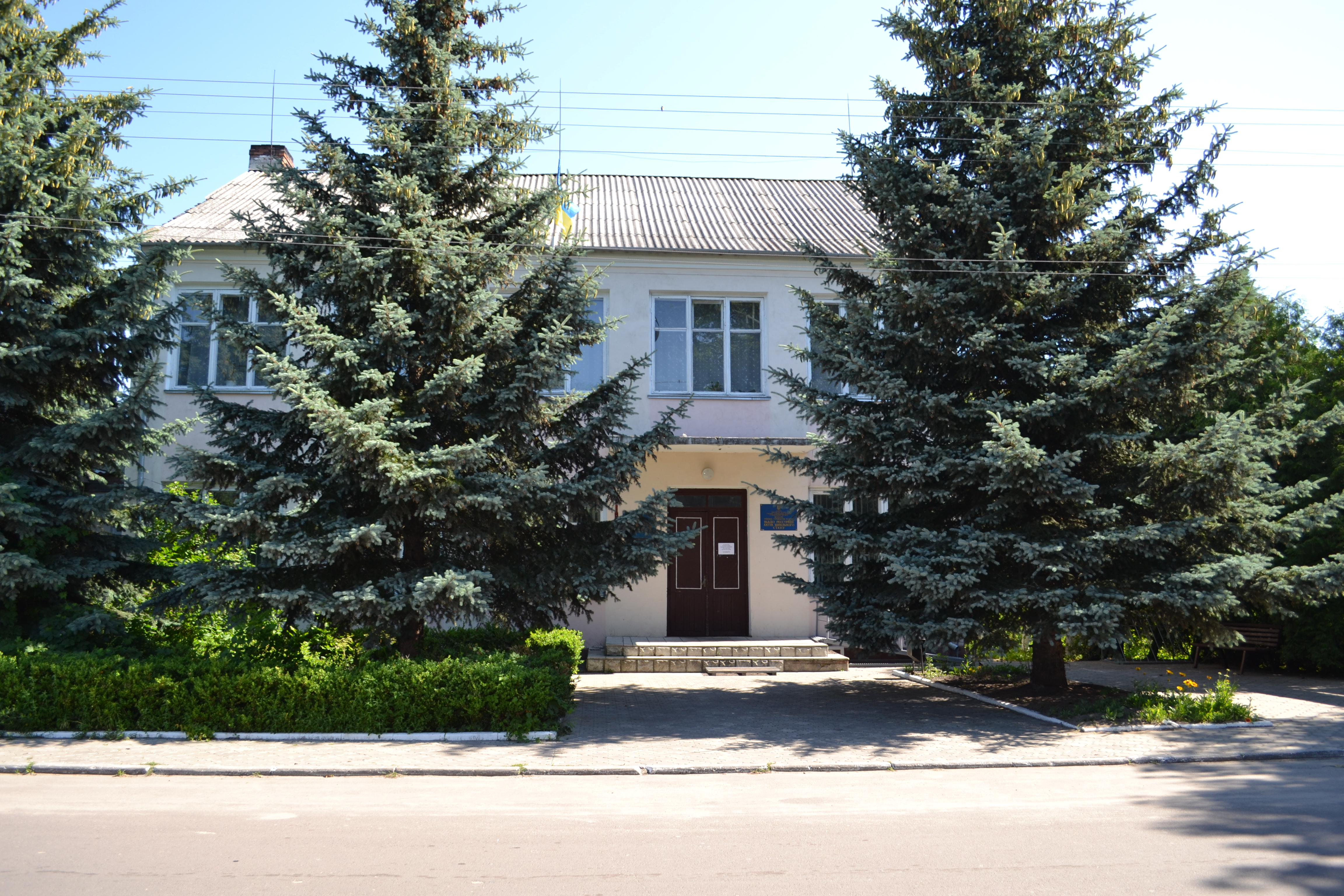

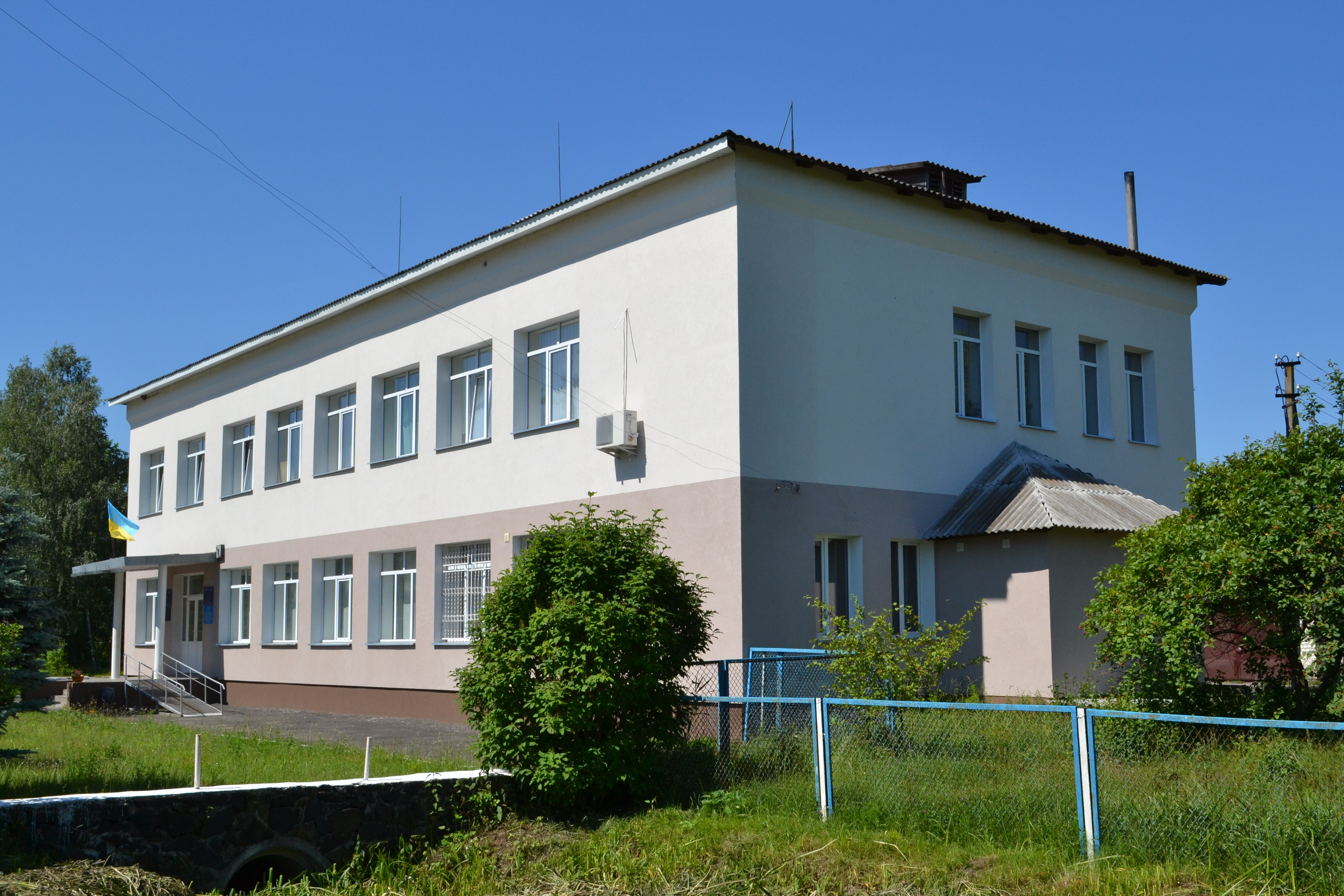

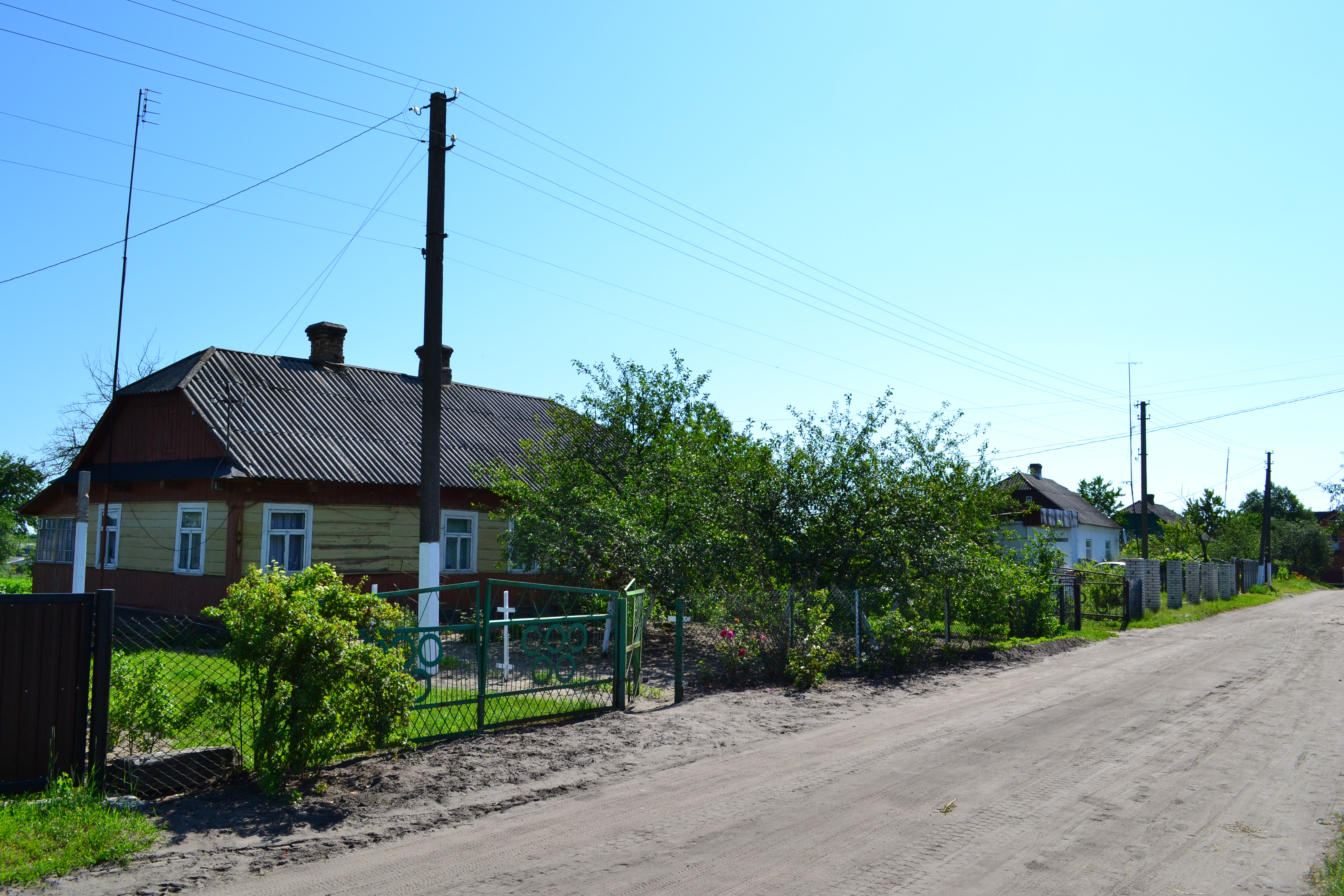

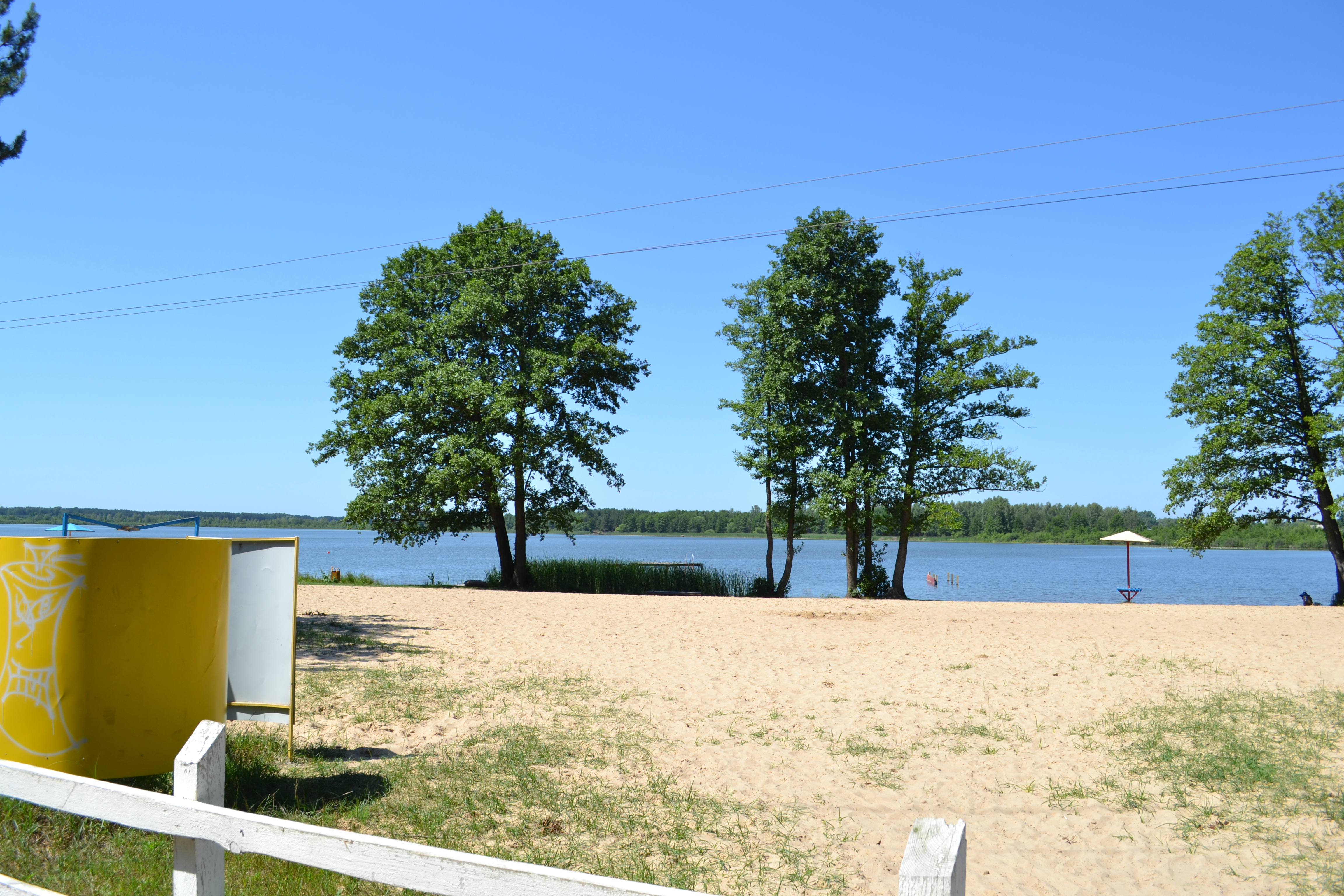

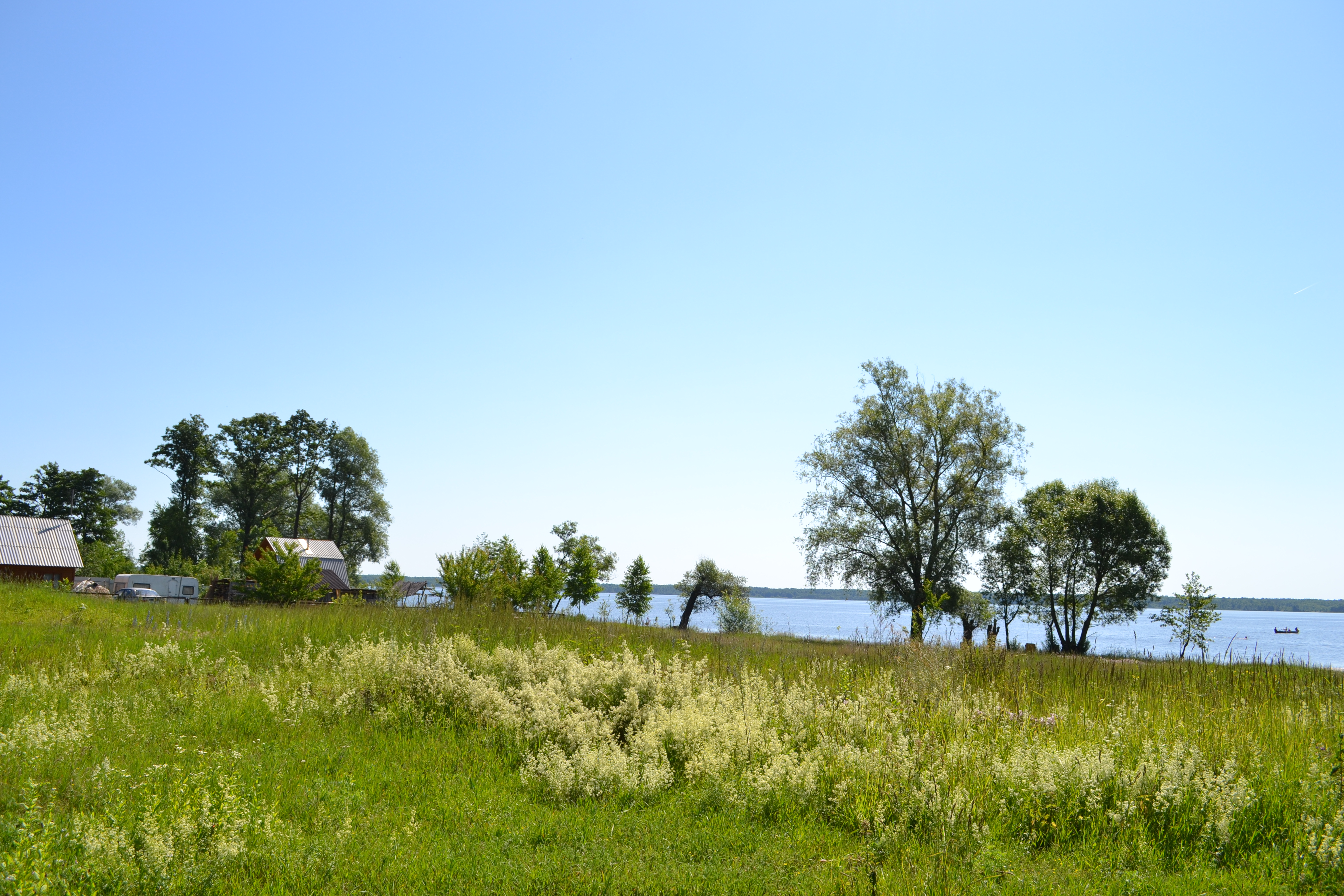

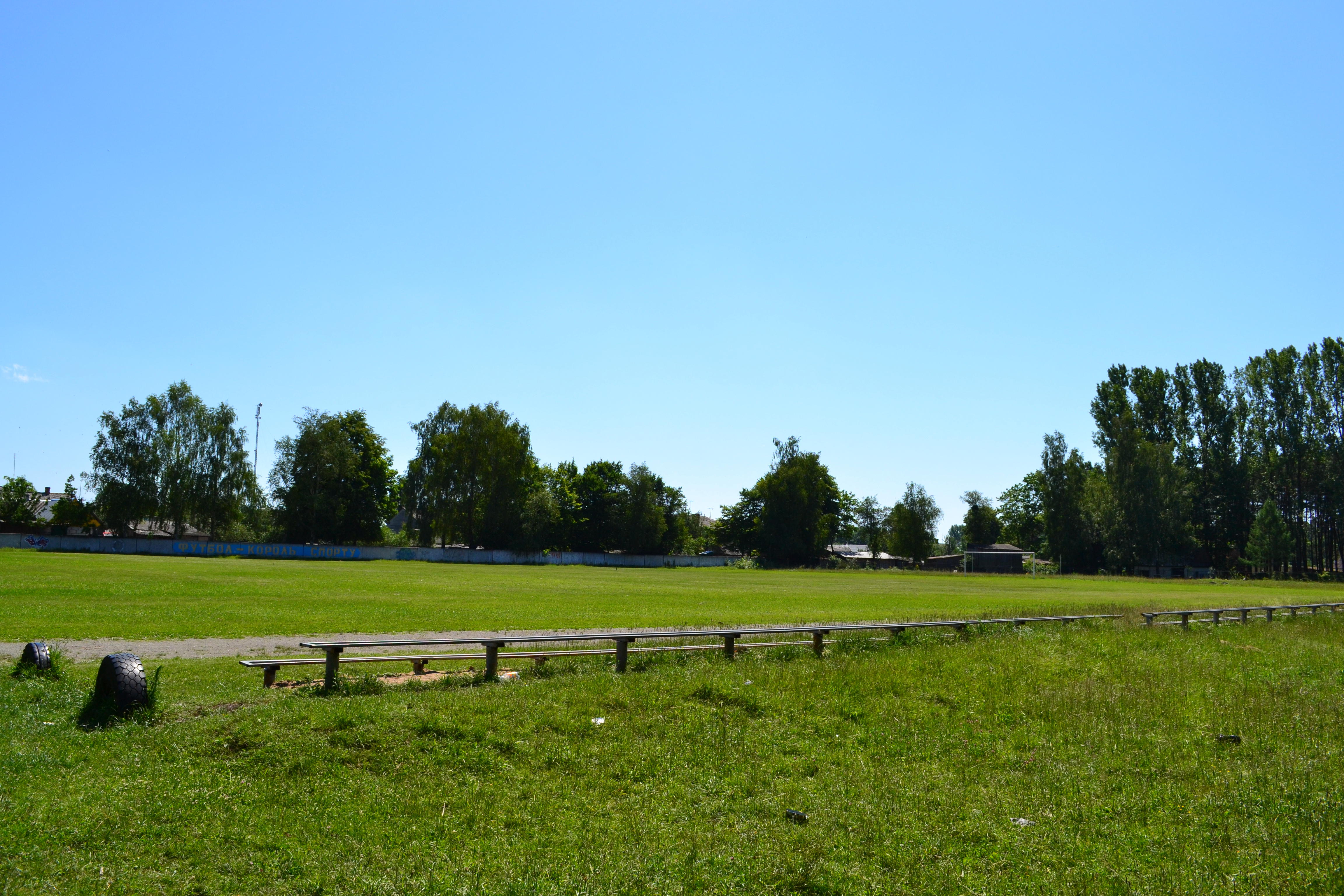

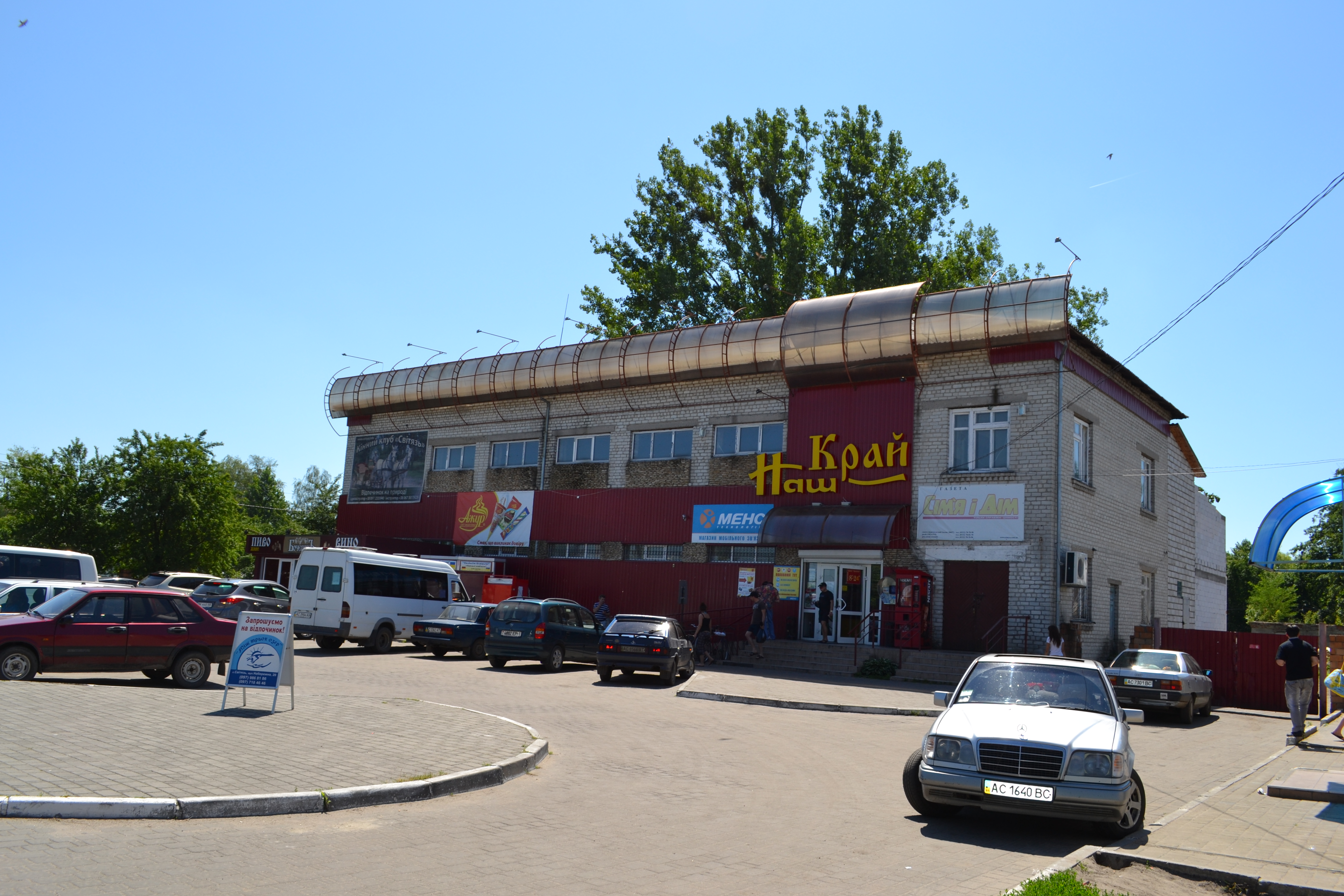

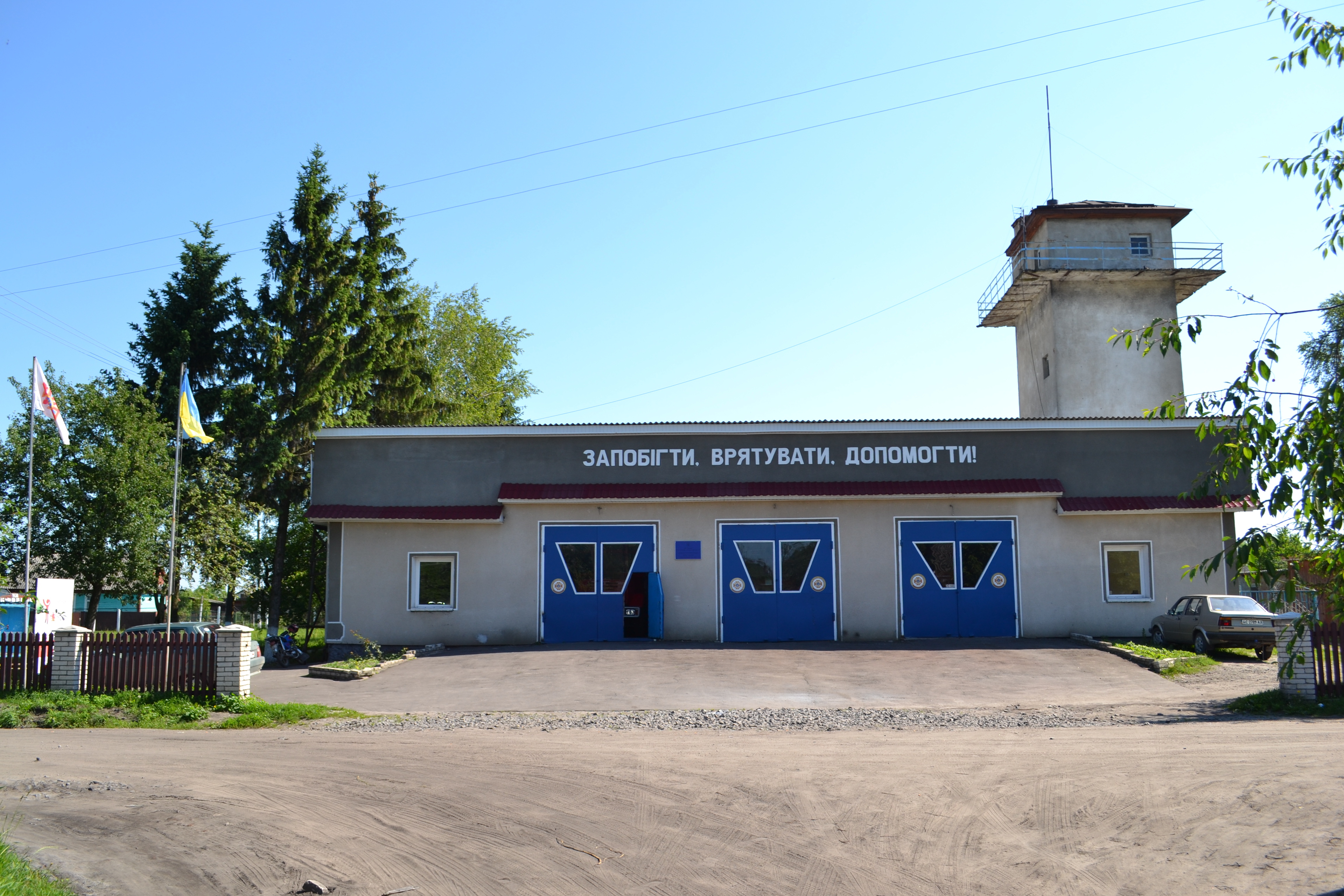

沙茨克（羅馬化：Shatsk），是烏克蘭西北部沃倫州科韋利區沙茨克市镇内的鎮及其行政中心。面積5.75平方公里，海拔高度170米，每年平均降雨量560毫米，2013年人口5,343，人口密度每平方公里930人。